# Ángel Fatjó y Bartra
Ángel Fatjó y Bartra (Reus, 1817-Barcelona, 1889) fue un grabador español.

## Biografía

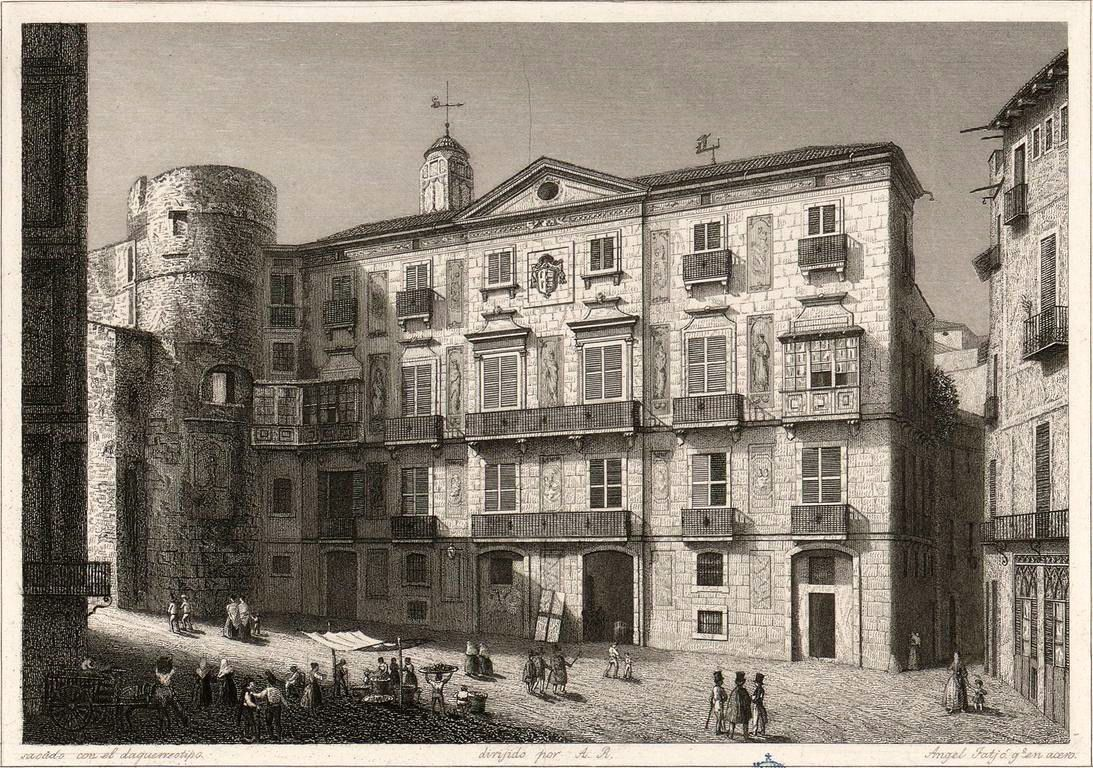
Grabado de Fatjó del Palacio Episcopal de Barcelona (1854)

Nacido en Reus en 1817, fue un grabador catalán representante del Romanticismo, miembro de la Real Academia de Ciencias y Artes de Barcelona.
Se formó en la Escuela de la Llotja, donde ganó un concurso de arte en 1838 y otro en 1845. En 1852 se convirtió en profesor de dibujo de la misma escuela, y en 1869 en profesor de grabado. Realizó parte de los grabados de la obra de Pi y Margall España: obra pintoresca (1842).

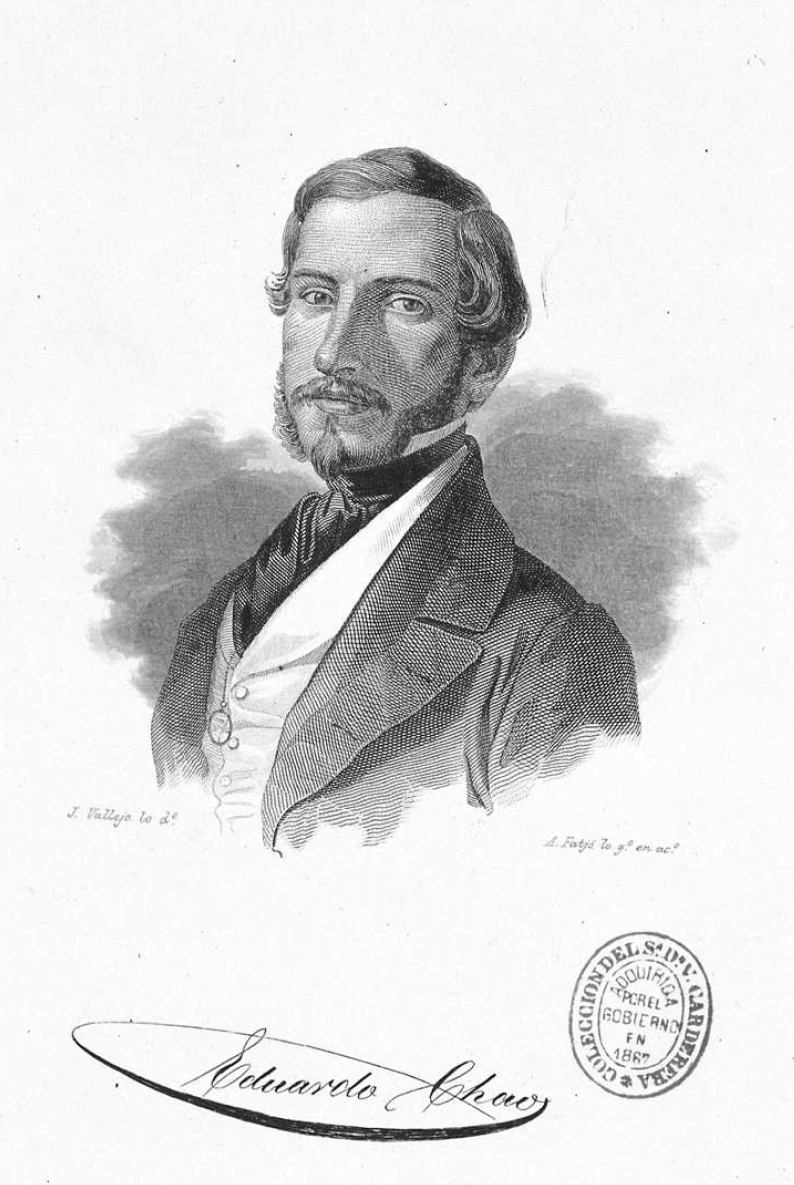
Retrato de Eduardo Chao. Dibujo de Vallejo y grabado de Fatjó.

Realizó exposiciones en Madrid y Barcelona, donde recibió varios premios. Ilustró La Barcelona antigua y moderna, de Andrés Avelino Pi y Arimón, entre otros libros, como una edición del Quijote de Tomás Gorchs, de 1857. Falleció en Barcelona en 1889.
En el Archivo Histórico de la Ciudad de Barcelona se conserva un grabado suyo con un plano geométrico de las murallas de Barcelona.